# Adelina Dematti de Alaye
Adelina Ethel Dematti de Alaye (5 tháng 6 năm 1927 – 24 tháng 5 năm 2016) là một nhà hoạt động nhân quyền người Argentina, người đồng sáng lập Mothers of the Plaza de Mayo, một tổ chức của những bà mẹ có con mất tích trong Chiến tranh bẩn thỉu những năm 1970 và đầu Những năm 1980  Bà được biết đến với cái tên "la madre fotógrafa" hay "bà mẹ nhiếp ảnh gia" vì tài liệu của chế độ độc tài Argetine và Mother of Plaza de Mayo thông qua các sản phẩm nhiếp ảnh của bà. Bộ sưu tập của bà sau đó được UNESCO công nhận là "Ký ức của thế giới". Ngoài công việc với Mother of Plaza de Mayo, Dematti còn hoạt động trong Hội đồng Nhân quyền (APDH) thường trực.
Dematti là một người gốc ở Chivilcoy, tỉnh Buenos Aires, nơi bà được sinh ra vào năm 1927. Bà sống ở Carhué, Azul và Brandsen trước khi chuyển đến La Plata cùng gia đình.
Carlos Esteban, con trai 21 tuổi của bà, đã bị bắt cóc vào ngày 5 tháng 5 năm 1977, khi đang đi xe đạp trong khu phố Ensenada của Buenos Aires trong Chiến tranh bẩn thỉu. Những kẻ bắt cóc, mặc quần áo dân sự, được công nhận là thành viên của Hải quân Argentina. Sự mất tích của con trai bà dẫn đến sự liên quan của bà với Mother of Plaza de Mayo.
Năm 2009, Đại học Quốc gia La Plata đã trao cho Dematti một bằng tiến sĩ danh dự cho hoạt động của bà nhân danh nhân quyền. Bà cũng được vinh danh là một công dân lừng lẫy bởi các thành phố Chivilcoy và La Plata.
Adelina Dematti de Alaye qua đời tại La Plata, tỉnh Buenos Aires, vào ngày 24 tháng 5 năm 2016, ở tuổi 88.